# مارسل مرکس
مارسل مرکس (فرانسوی: Marcel Merkès‎; ۷ ژوئیهٔ ۱۹۲۰ – ۳۰ مارس ۲۰۰۷) خواننده تنور اپرا اهل فرانسه بود.
از فیلم‌ها یا برنامه‌های تلویزیونی که وی در آن نقش داشته‌است می‌توان به سه ملوان اشاره کرد.